# Esquel
Vous pouvez aider à l'améliorer ou bien discuter des problèmes sur sa page de discussion.
- Il ne cite pas suffisamment ses sources. Vous pouvez indiquer les passages à sourcer avec {{référence nécessaire}} ou {{Référence souhaitée}}, et inclure les références utiles en les liant aux notes de bas de page. (Marqué depuis août 2024)
- Certaines informations devraient être mieux reliées aux sources mentionnées dans la bibliographie ou les liens externes. Améliorez sa vérifiabilité en les associant par des références. (Marqué depuis août 2024)

- Archive Wikiwix
- Bing
- Cairn
- DuckDuckGo
- E. Universalis
- Gallica
- Google
- G. Books
- G. News
- G. Scholar
- Persée
- Qwant
- (zh) Baidu
- (ru) Yandex
- (wd) trouver des œuvres sur Wikidata

Esquel est une ville du nord-ouest de la province de Chubut, en Argentine, et le chef-lieu du département de Futaleufú. Sa population s'élevait à 28 486 habitants en 2001.

## Géographie
Esquel et les localités voisines de Trevelín et Corcovado marquent la limite sud de la région dites des lacs.
Esquel est la ville la plus importante de la Cordillère de Chubut et l'un des principaux centres habités de la région entourant le parc national Los Alerces.
Cette ville est aussi le lieu d'hébergement de la station de ski de La Hoya située à 13 kilomètres et qui ne possède pas d'hébergement propre.

## Accès
La ville est située sur le trajet de la route nationale 259, non loin de son embranchement à l'est avec la route nationale 40. À l'ouest la nationale 259 permet d'accéder facilement au parc national Los Alerces, puis plus loin, à Trevelín et à la frontière chilienne (au Paso Río Futaleufú).

## Étymologie
Le nom Esquel provient d'un vocable mapudungun signifiant « épine », nom donné à cause des caractéristiques de la flore locale, composée de coirones, de neneos, de calafates et d'autres arbustes épineux, bien que dans les environs de la ville, ce soient les pâturages tendres et verts qui prédominent, ainsi que les fagacées et les forêts froides et humides à base de conifères et d'arbres caducifoliés (forêt froide de type valdivien).
La cartographie du XIXe siècle désigne souvent le lieu par le nom « Esket » ou des variantes car il semble que cela correspondait à la prononciation des aonikenk ou tehuelches, les plus anciens habitants connus. Sur la carte de Musters il est indiqué « Esgel », cartographie qui indiquait l'existence de gisements ou de filons aurifères. Par ailleurs, depuis des temps immémoriaux, c'était un lieu de passage obligatoire entre les deux versants des Andes, notamment par le col que les Espagnols appelaient « Boquete de Oyarzún ».

## Climat

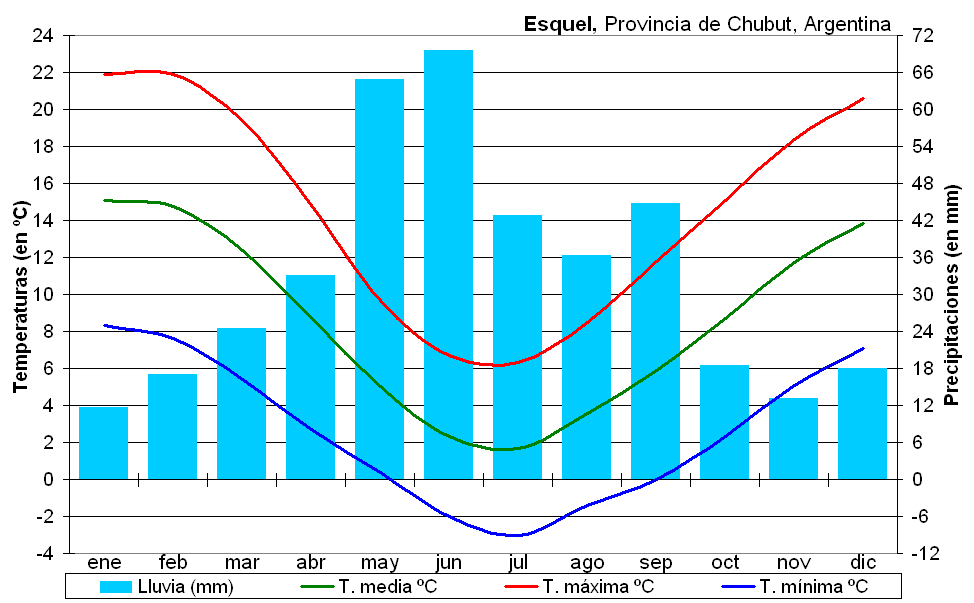
Climogramme d'Esquel.

La ville a un climat froid avec des précipitations assez faibles, de l'ordre des 400 mm par an. L'été est cependant doux, mais sec, avec des températures maximales de 22 °C.

## Tourisme
La ville d'Esquel est traversée par la rivière nommée arroyo Esquel, affluent indirect du Río Futaleufú, par le biais du Río Percey. Elle est entourée des sommets andins Nahuel Pan, El Colorado, La Cruz, Cerro 21 et El Carbon, ainsi que de l'ancien cirque glaciaire La Hoya connu comme station de sports d'hiver.
À quelques kilomètres à l'ouest se trouve l'entrée principale du parc national Los Alerces.

## Les lacs
Parmi les nombreux lacs glaciaires des lieux, le petit lac La Zeta est le plus proche. Il n'est distant que de trois kilomètres en direction du nord-ouest. Quelques kilomètres plus à l'ouest s'étend la lagune Caradogh. La zone lacustre s'étend jusqu'au río Percey et au pied des Andes (Cordón Rivadavia). Elle attire de nombreuses espèces d'oiseaux.

## La Trochita

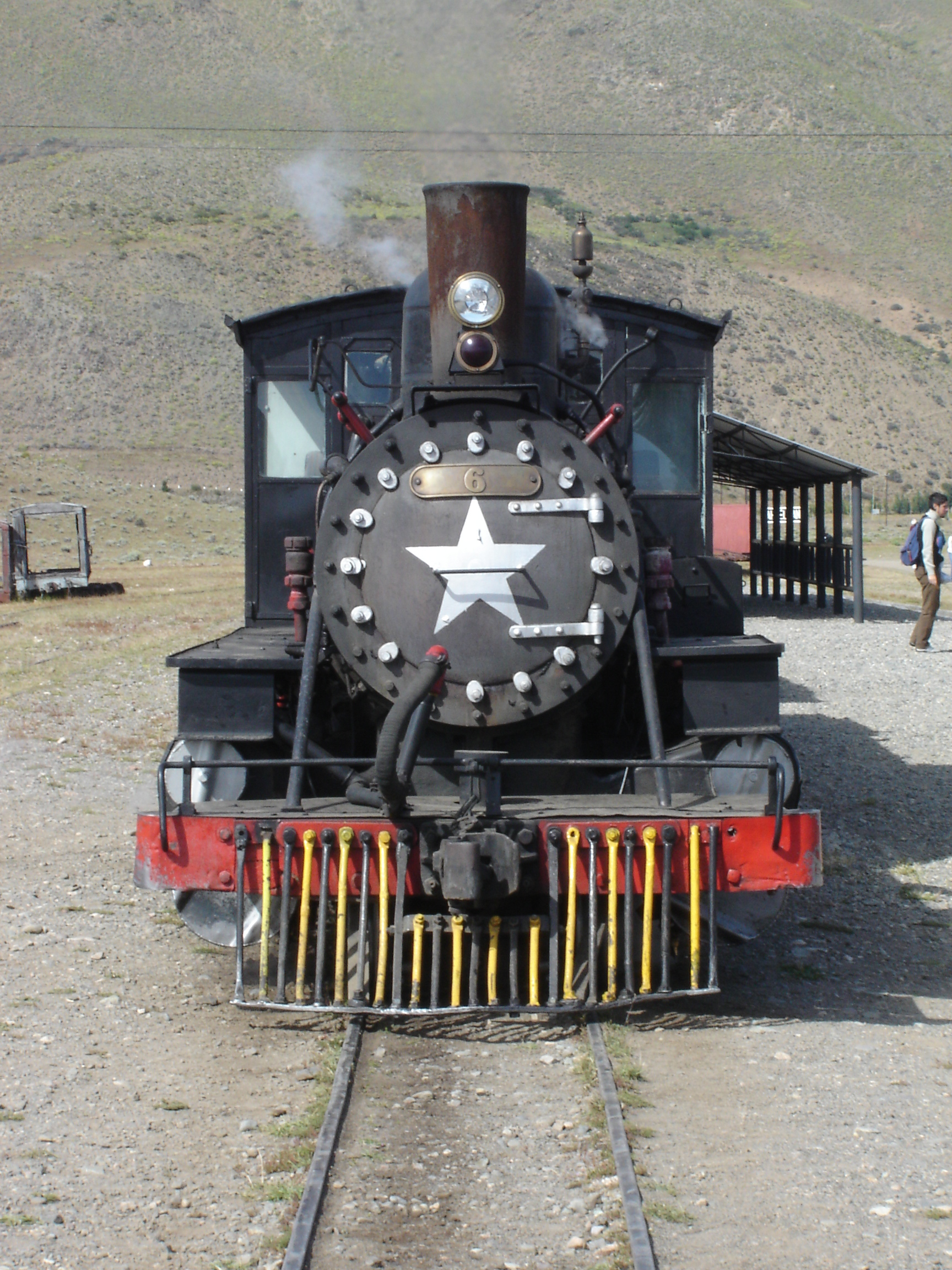
La Trochita

Une des plus importantes attractions touristiques de la ville est le train à écartement étroit (75 cm de séparation entre les rails), connu sous le nom de La Trochita, qui est le seul en fonctionnement sur la planète avec un si petit écartement des rails.